# 오시마 야스노리
오시마 야스노리(일본어: 大島 康徳, 1950년 10월 16일 ~ 2021년 6월 30일)는 일본의 전 프로 야구 선수이자 야구 지도자, 야구 해설가·평론가이다. 오이타현 나카쓰시 출신이며 현역 시절 포지션은 내야수, 외야수였다.

## 인물

### 선수 시절
오이타현 출신으로 원래는 배구 선수로 활약하여 중·고등 학교 시절에 고향인 오이타 현 선발 팀의 중심 선수로 활약했던 적이 있었다. 1968년 주니치 드래건스의 입단 테스트를 받아 합격하면서 같은 해 가을에 있은 프로 야구 드래프트 회의에서 3순위로 지명을 받아 주니치에 입단했다. 이때 입단 동기가 1순위인 호시노 센이치다. 투수로서 입단했지만 당시 주니치 드래건스의 감독이었던 미즈하라 시게루가 소질을 간파해 타자로 전향시키기도 했다.
1969년과 1970년에는 2군에서 생활했지만 입단 3년차인 1971년에는 1군에 첫 출장, 이듬해인 1972년에는 외야수의 주전으로 활약했다. 프로 8년차인 1976년에는 대타로 기용되면서 승부의 힘을 발휘해 시즌 대타 홈런 개수인 7개(일본 기록)를 기록했다. 1977년 3루수로서 타율 3할 3푼 3리와 27개의 홈런을 기록했고, 1979년에는 프로 데뷔 후 처음으로 개인 기록 최다인 159개의 안타와 36개의 홈런을 달성했다. 4년 후인 1983년에는 36개의 시즌 최다 홈런을 기록하여 홈런왕 타이틀을 석권했다.
1985년에 퍼시픽 리그 팀인 세이부 라이온스로부터 트레이드 요청이 있었는데 이 사실이 언론에 누설되면서 협상이 결렬되기도 하였지만 1987년 부임한 호시노 센이치 감독의 팀 개혁에 의해 그 해 말 다나카 도미오, 오미야 다쓰오와의 맞트레이드로 닛폰햄 파이터스에 소타 야스지와 함께 이적했다. 당시 나이는 37세였지만 정규 경기에서는 주전 1루수로 출전하는 일이 많아지면서 팀의 득점 부분에 역부족이 생기는 와중에 팀의 해결사 및 중심 선수로 활약, 1990년 8월 21일 오릭스 브레이브스전에서 개인 통산 2000안타를 달성하여 39세 10개월이라는 당시 최고령 기록을 수립했다. 또 개인 통산 2290경기 출장은 일본 프로 야구 역대 1위를 기록했다.
닛폰햄 입단 첫 해인 1988년 4월 8일의 개막전에서 1점을 리드하고 있는 경기 종반에 1루를 지키고 있던 오시마가 파울 지역에서 파울 플라이를 처리하지 못하는 바람에 이것을 빌미로 결국 상대팀인 롯데 오리온스에게 역전을 허용해 팀은 패배하여 도쿄 돔의 1차전을 승리로 장식할 수가 없는 최악의 하루를 보내기도 했다.
1994년, 정규 경기에서는 주로 대타로 기용되면서 3할 2푼 3리의 높은 타율을 기록했지만 같은해 시즌 종료 후 취임한 우에다 도시하루 신임 감독의 구상에 의해 결국 26년간의 선수 생활을 은퇴했다. 통산 26년은 구도 기미야스(2010년 시점에서 통산 29년), 노무라 가쓰야, 야마모토 마사(27년)에 뒤를 이은 기록이다. 통산 대타 홈런 개수인 20개는 역대 2위를 기록했으며 닛폰햄 시절에는 프로 입단 전 투수로 뛰었던 터라 투수들이 선호하는 11번을 달았다.
그러나 26년간의 선수 생활을 하면서 시즌 기간 동안 기대 이상의 좋은 활약과 높은 성적을 남긴 투수와 포수, 야수에게 주어지는 베스트 나인에 단 한 번도 선정되지는 못했다. 1979년 시즌에는 1루수로서의 타격 3개 부문 모두 오 사다하루의 성적을 웃돌았음에도 불구하고 오 사다하루에게 타이틀을 빼앗겼을 뿐만 아니라 1983년에는 외야수로서 시즌 최다 홈런을 기록하여 홈런왕 타이틀을 획득했는데도 베스트 나인의 수상자로 선정되지는 못했다.

### 감독·평론가 시절
1995년부터 NHK의 야구 해설 위원과 도쿄 주니치 스포츠의 평론가로 활동했고, 2000년에는 현역 시절 친정팀이었던 닛폰햄 파이터스의 감독으로 취임하여 지도자 생활을 시작, 2002년까지 감독 지휘봉을 잡았다. 2006년에는 오 사다하루 감독이 이끄는 월드 베이스볼 클래식 일본 대표팀의 타격 코치로 부임하여 준결승전에서는 이치로를 3번 타자로 기용하는 등 타순을 변경하는 것에 대해서 오 사다하루 감독에게 고언을 해주기도 하였다. 오시마는 대회 우승 후 “예전부터 올림픽에 출전하는 것이 꿈이었다”라고 말하면서 금메달을 목에 거는 순간부터 눈물을 흘리기도 했다.
은퇴한 현역 선수들의 모임이자 프로 야구 마스터스 리그인 ‘나고야 80D'sers’(名古屋80D'sers)의 선수로도 활약하고 있으며, 등번호는 주니치 시절에 달았던 5번으로 정하기도 했다. 현역 시절 통산 2000안타를 달성한 공로로 선수들의 사적 모임이자 간판급 선수들의 모임인 일본 프로 야구 명구회에 가입, 명구회가 주최하는 야구 교실에서 그가 입은 유니폼의 등번호는 닛폰햄 시절에 활약했던 11번으로 정했다. 2009년 NHK 야구 해설위원, 도쿄 주니치 스포츠의 평론가로 복귀하여 활동했다.
2021년 6월 30일, 대장암으로 도쿄도의 병원에서 사망했다.. 향년 70세이며 장례는 친족에 의한 밀장으로 4일에 거행됐다.

## 에피소드
- 자신의 블로그에서는 야구 외에도 가족, TV 드라마를 감상하는 것과 SMAP의 팬이기도 하면서 관련된 내용이 폭넓다.
- 현역 시절과 감독 시절까지 통산 5차례의 퇴장당한 경험이 있다.

## 상세 정보

### 출신 학교
- 오이타 현립 나카쓰 공업고등학교

### 선수 경력
- 주니치 드래건스(1969년 ~ 1987년)
- 닛폰햄 파이터스(1988년 ~ 1994년)

### 지도자·기타 경력
지도자
- 닛폰햄 파이터스 감독(2000년 ~ 2002년)
- 2006년 월드 베이스볼 클래식 일본 국가대표팀 타격 코치

해설자
- NHK 야구 해설자, 도쿄 주니치 스포츠 평론가

### 수상·타이틀 경력

#### 타이틀
- 홈런왕: 1회(1983년)
- 최다 안타(당시는 타이틀이 아님): 1회(1979년) ※1994년부터 타이틀로 제정됨

#### 수상
- 주니어 올스타전 MVP: 1회(1970년)
- 월간 MVP: 1회(1984년)

### 개인 기록

#### 첫 기록
- 첫 출장·첫 선발 출장: 1971년 6월 17일, 대 야쿠르트 아톰스 8차전(주니치 스타디움), 7번·3루수로서 선발 출장
- 첫 안타: 상동, 5회말에 아이다 데루오로부터
- 첫 홈런·첫 타점: 상동, 9회말에 이시오카 고조로부터 좌월 3점 홈런

#### 기록 달성 경력
- 통산 100홈런: 1978년 9월 27일, 대 한신 타이거스 26차전(나고야 구장), 4회말에 미야타 노리카즈로부터 좌중간에 솔로 홈런 ※역대 98번째
- 통산 1000경기 출장: 1980년 4월 12일, 대 야쿠르트 스왈로스 3차전(메이지 진구 야구장), 4번·1루수로서 선발 출장 ※역대 214번째
- 통산 150홈런: 1980년 8월 30일, 대 한신 타이거스 19차전(나고야 구장), 9회말에 고바야시 시게루로부터 우중간에 동점 2점 홈런 ※역대 59번째
- 통산 1000안타: 1981년 9월 11일, 대 히로시마 도요 카프 23차전(히로시마 시민 구장), 3회초에 기타벳푸 마나부로부터 ※역대 121번째
- 통산 200홈런: 1983년 4월 29일, 대 야쿠르트 스왈로스 3차전(메이지 진구 야구장), 6회초에 미야기 히로아키로부터 솔로 홈런 ※역대 39번째
- 통산 1500경기 출장: 1984년 4월 22일, 대 요미우리 자이언츠 6차전(고라쿠엔 구장), 4번·좌익수로서 선발 출장 ※역대 77번째
- 통산 250홈런: 1984년 6월 21일, 대 야쿠르트 스왈로스 13차전(나고야 구장), 5회말에 가지마 겐이치로부터 좌월 2점 홈런 ※역대 22번째
- 통산 1000삼진: 1985년 10월 2일, 대 야쿠르트 스왈로스 25차전(나고야 구장), 1회말에 아라키 다이스케로부터 ※역대 10번째
- 통산 1500안타: 1986년 4월 16일, 대 요미우리 자이언츠 4차전(고라쿠엔 구장), 4회초에 가토 하지메로부터 ※역대 50번째
- 통산 300홈런: 1986년 8월 15일, 대 한신 타이거스 20차전(나고야 구장), 6회말에 나카니시 기요오키로부터 3점 홈런 ※역대 18번째
- 통산 2000경기 출장: 1988년 6월 28일, 대 긴테쓰 버펄로스 11차전(도쿄 돔), 5번·1루수로서 선발 출장 ※역대 25번째
- 통산 3000루타: 1988년 7월 21일, 대 한큐 브레이브스 15차전(한큐 니시노미야 구장), 5회초에 사토 요시노리로부터 좌중간에 2점 적시 2루타 ※역대 29번째
- 통산 1000타점: 1988년 9월 23일, 대 롯데 오리온스 24차전(도쿄 돔), 4회말에 소노카와 가즈미로부터 우월 솔로 홈런 ※역대 20번째
- 통산 350홈런: 1989년 8월 13일, 대 긴테쓰 버펄로스 21차전(도쿄 돔), 3회말에 사사키 오사무로부터 좌월 솔로 ※역대 13번째
- 통산 2000안타: 1990년 8월 21일, 대 오릭스 브레이브스 19차전(한큐 니시노미야 구장), 6회초에 사토 요시노리로부터 중전 안타 ※역대 25번째
- 통산 2루타 300개: 1990년 9월 9일, 대 긴테쓰 버펄로스 26차전(우쓰노미야 기요하라 구장), 6회말에 후지오 야스하루의 대타로 출장, 이시모토 요시아키로부터 우중간 적시 2루타 ※역대 29번째
- 통산 1000득점: 1991년 5월 28일, 대 롯데 오리온스 9차전(가와사키 구장), 1회초에 맷 윈터스의 2점 홈런으로 홈인 ※역대 22번째
- 통산 3500루타: 1991년 6월 1일, 대 긴테쓰 버펄로스 4차전(미토 시민 구장), 1회말에 오노 가즈요시로부터 좌전 안타 ※역대 17번째
- 통산 2500경기 출장: 1992년 8월 20일, 대 세이부 라이온스 18차전(도쿄 돔), 7번·1루수로 선발 출장 ※역대 6번째

#### 기타
- 한 이닝 2홈런[9]: 2회 ※역대 7번째(여러 차례 달성은 사상 최초)
  - 1972년 8월 2일, 대 야쿠르트 아톰스 18차전(메이지 진구 야구장), 2회초 선두에서 와타나베 다카히로로부터 좌월 솔로, 2사 만루 상황에서 이하라 신이치로로부터 중월 만루 홈런 ※역대 7번째
  - 1977년 8월 9일, 대 요미우리 자이언츠 15차전(나고야 구장), 6회말 선두에서 클라이드 라이트로부터 우중간 솔로, 2사 만루 상황에서 오마타 스스무로부터 좌중간에 만루 홈런 ※역대 8번째
- 5경기 연속 홈런(1979년 10월 8일 ~ 10월 17일)
- 시즌 최다 대타 홈런: 7개(1976년)
- 최고령 만루 홈런: 43세 6개월(1994년 5월 4일)
- 올스타전 출장: 4회(1977년, 1979년, 1983년, 1984년)

### 등번호
- 40(1969년 ~ 1976년)
- 5(1977년 ~ 1987년)
- 11(1988년 ~ 1994년)
- 77(2000년 ~ 2002년)
- 87(2006년 월드 베이스볼 클래식)

### 연도별 타격 성적
| 연 도      | 소 속      | 경 기 | 타 석 | 타 수 | 득 점 | 안 타 | 2 루 타 | 3 루 타 | 홈 런 | 루 타 | 타 점 | 도 루 | 도 루 자 | 희 생 번 | 희 생 플 | 볼 넷 | 고 4 | 사 구 | 삼 진 | 병 살 타 | 타 율 | 출 루 율 | 장 타 율 | O P S |
| ---------- | ---------- | ----- | ----- | ----- | ----- | ----- | ------- | ------- | ----- | ----- | ----- | ----- | -------- | -------- | -------- | ----- | ---- | ----- | ----- | -------- | ----- | -------- | -------- | ----- |
| 1971년     | 주니치     | 74    | 266   | 241   | 25    | 49    | 4       | 1       | 7     | 76    | 22    | 11    | 3        | 3        | 0        | 21    | 0    | 1     | 80    | 5        | .203  | .270     | .315     | .585  |
| 1972년     | 주니치     | 124   | 437   | 387   | 51    | 89    | 14      | 2       | 14    | 149   | 38    | 9     | 7        | 5        | 2        | 41    | 3    | 2     | 79    | 9        | .230  | .306     | .385     | .691  |
| 1973년     | 주니치     | 117   | 368   | 316   | 42    | 76    | 11      | 0       | 13    | 126   | 42    | 10    | 10       | 7        | 1        | 43    | 1    | 1     | 72    | 5        | .241  | .332     | .399     | .731  |
| 1974년     | 주니치     | 112   | 294   | 256   | 37    | 66    | 17      | 1       | 11    | 118   | 46    | 1     | 7        | 2        | 3        | 27    | 2    | 6     | 42    | 6        | .258  | .339     | .461     | .800  |
| 1975년     | 주니치     | 91    | 183   | 162   | 22    | 45    | 8       | 1       | 4     | 67    | 23    | 1     | 2        | 2        | 2        | 17    | 1    | 0     | 45    | 2        | .278  | .343     | .414     | .756  |
| 1976년     | 주니치     | 123   | 280   | 251   | 33    | 63    | 12      | 1       | 11    | 110   | 33    | 2     | 2        | 0        | 2        | 26    | 1    | 1     | 68    | 7        | .251  | .321     | .438     | .760  |
| 1977년     | 주니치     | 126   | 491   | 433   | 64    | 144   | 15      | 1       | 27    | 242   | 71    | 6     | 11       | 2        | 1        | 52    | 3    | 3     | 74    | 12       | .333  | .407     | .559     | .966  |
| 1978년     | 주니치     | 98    | 410   | 352   | 50    | 99    | 11      | 0       | 15    | 155   | 47    | 1     | 5        | 0        | 5        | 47    | 0    | 6     | 64    | 8        | .281  | .371     | .440     | .811  |
| 1979년     | 주니치     | 130   | 559   | 501   | 95    | 159   | 33      | 1       | 36    | 302   | 103   | 1     | 7        | 0        | 7        | 46    | 4    | 5     | 87    | 12       | .317  | .376     | .603     | .978  |
| 1980년     | 주니치     | 108   | 398   | 358   | 47    | 90    | 6       | 1       | 18    | 152   | 46    | 6     | 1        | 0        | 4        | 31    | 1    | 5     | 65    | 9        | .251  | .317     | .425     | .741  |
| 1981년     | 주니치     | 130   | 548   | 468   | 69    | 141   | 22      | 2       | 23    | 236   | 81    | 7     | 1        | 0        | 4        | 68    | 9    | 8     | 71    | 11       | .301  | .396     | .504     | .900  |
| 1982년     | 주니치     | 124   | 466   | 416   | 43    | 112   | 14      | 0       | 18    | 180   | 60    | 5     | 3        | 0        | 3        | 44    | 3    | 3     | 60    | 9        | .269  | .341     | .433     | .774  |
| 1983년     | 주니치     | 130   | 543   | 473   | 69    | 137   | 13      | 1       | 36    | 260   | 94    | 7     | 1        | 2        | 3        | 64    | 5    | 1     | 69    | 12       | .290  | .373     | .550     | .923  |
| 1984년     | 주니치     | 130   | 551   | 471   | 75    | 132   | 15      | 1       | 30    | 239   | 87    | 7     | 7        | 1        | 4        | 73    | 0    | 2     | 73    | 14       | .280  | .376     | .507     | .884  |
| 1985년     | 주니치     | 101   | 396   | 339   | 48    | 90    | 15      | 0       | 23    | 174   | 56    | 2     | 3        | 1        | 5        | 49    | 2    | 2     | 66    | 9        | .265  | .357     | .513     | .870  |
| 1986년     | 주니치     | 110   | 380   | 339   | 37    | 88    | 9       | 1       | 20    | 159   | 45    | 1     | 0        | 0        | 2        | 37    | 3    | 2     | 68    | 4        | .260  | .334     | .469     | .803  |
| 1987년     | 주니치     | 111   | 313   | 283   | 31    | 76    | 12      | 1       | 15    | 135   | 49    | 0     | 0        | 2        | 2        | 25    | 1    | 1     | 46    | 9        | .269  | .328     | .477     | .805  |
| 1988년     | 닛폰햄     | 130   | 535   | 492   | 48    | 136   | 26      | 1       | 15    | 209   | 63    | 2     | 0        | 0        | 3        | 39    | 0    | 1     | 67    | 21       | .276  | .329     | .425     | .754  |
| 1989년     | 닛폰햄     | 130   | 540   | 461   | 52    | 122   | 26      | 0       | 18    | 202   | 59    | 5     | 4        | 1        | 7        | 69    | 4    | 2     | 66    | 18       | .265  | .358     | .438     | .796  |
| 1990년     | 닛폰햄     | 110   | 417   | 360   | 43    | 96    | 17      | 1       | 11    | 148   | 50    | 2     | 1        | 1        | 4        | 51    | 2    | 1     | 68    | 16       | .267  | .356     | .411     | .767  |
| 1991년     | 닛폰햄     | 120   | 463   | 403   | 35    | 101   | 18      | 1       | 10    | 151   | 61    | 1     | 0        | 0        | 8        | 51    | 0    | 1     | 62    | 15       | .251  | .330     | .375     | .705  |
| 1992년     | 닛폰햄     | 98    | 269   | 236   | 24    | 61    | 7       | 0       | 5     | 83    | 28    | 1     | 0        | 1        | 2        | 30    | 1    | 0     | 44    | 7        | .258  | .340     | .352     | .691  |
| 1993년     | 닛폰햄     | 47    | 47    | 42    | 0     | 11    | 4       | 0       | 0     | 15    | 8     | 0     | 0        | 0        | 0        | 5     | 0    | 0     | 8     | 3        | .262  | .340     | .357     | .698  |
| 1994년     | 닛폰햄     | 64    | 73    | 65    | 2     | 21    | 1       | 0       | 2     | 28    | 22    | 0     | 0        | 0        | 0        | 8     | 0    | 0     | 18    | 6        | .323  | .397     | .431     | .828  |
| 통산: 24년 | 통산: 24년 | 2638  | 9227  | 8105  | 1042  | 2204  | 330     | 18      | 382   | 3716  | 1234  | 88    | 75       | 30       | 74       | 964   | 46   | 54    | 1462  | 229      | .272  | .350     | .458     | .809  |

- 굵은 글씨는 시즌 최고 성적.

### 감독으로서의 팀 성적
| 연도      | 소속      | 순위      | 경기 | 승리 | 패전 | 무승부 | 승률 | 승차                       | 팀 홈런                    | 팀 타율                    | 팀 평균자책점              | 연령                       |
| --------- | --------- | --------- | ---- | ---- | ---- | ------ | ---- | -------------------------- | -------------------------- | -------------------------- | -------------------------- | -------------------------- |
| 2000년    | 닛폰햄    | 3위       | 135  | 69   | 65   | 1      | .515 | 4.5                        | 177                        | .278                       | 4.70                       | 50세                       |
| 2001년    | 닛폰햄    | 6위       | 140  | 53   | 84   | 3      | .387 | 24.5                       | 147                        | .256                       | 4.79                       | 51세                       |
| 2002년    | 닛폰햄    | 5위       | 140  | 61   | 76   | 3      | .445 | 28.0                       | 146                        | .247                       | 3.86                       | 52세                       |
| 통산: 3년 | 통산: 3년 | 통산: 3년 | 415  | 183  | 225  | 7      | .449 | A클래스: 1회, B클래스: 2회 | A클래스: 1회, B클래스: 2회 | A클래스: 1회, B클래스: 2회 | A클래스: 1회, B클래스: 2회 | A클래스: 1회, B클래스: 2회 |

- 2000년은 135경기제, 2001년과 2002년은 140경기제.